# Carlos Pedroso
Carlos Alberto Pedroso Curiel (L'Avana, 28 gennaio 1967 – Cienfuegos, 25 dicembre 2024) è stato uno schermidore cubano, specializzato nella spada. È stato vincitore di una medaglia di bronzo nella scherma ai Giochi olimpici.

## Palmarès
In carriera conseguì i seguenti risultati:
- Giochi olimpici:

Sydney 2000: bronzo nella spada a squadre.
- Mondiali di scherma

Denver 1989: bronzo nella spada a squadre.
Città del Capo 1997: oro nella spada a squadre.
La Chaux de Fonds 1998: bronzo nella spada individuale.
Seul 1999: bronzo nella spada a squadre.
- Giochi Panamericani:

Indianapolis 1987: oro nella spada individuale ed a squadre.
Mar del Plata 1995: oro nella spada individuale ed a squadre.
Winnipeg 1999: oro nella spada individuale ed a squadre.